# Cienfuegosia intermedia
Cienfuegosia intermedia är en malvaväxtart som beskrevs av Paul Arnold Fryxell. Cienfuegosia intermedia ingår i släktet Cienfuegosia och familjen malvaväxter. Inga underarter finns listade i Catalogue of Life.